# أحمد أوزومجو
أحمد أُزومجو، سفير تركي، ولد في أرموتلو، تركيا، في 30 آب/أغسطس 1951؛ يحمل درجة بكالوريوس في العلاقات الدولية مع تخصُّص في الإدارة العامة من كلية العلوم السياسية في جامعة أنقرا. يتقن اللغتين الإنكليزية والفرنسية بطلاقة؛ وهو متزوّج ولديه ابنة.

## عمله
عُيّن مديراً عاماً لمنظمة حظر الأسلحة الكيميائية منذ كانون الأول/ديسمبر 2009، وذلك في مؤتمر الدول الأطراف في اتفاقية الأسلحة الكيميائية في دورته الرابعة عشرة، وقد بدأ مدة خدمته في 25 تموز/يوليه 2010. وقُبيل تعيينه مباشرة في هذا المنصب، كان يتولّى مهام الممثل الدائم لجمهورية تركيا لدى مكتب الأمم المتحدة في جنيف.

والسفير أُزومجو دبلوماسي متمرّس ذو خبرة واسعة في مجال الدبلوماسية المتعدّدة الأطراف. وخلال العقد الماضي، مثـّل تركيا لدى مجلس منظمة حلف شمال الأطلسي (حلف الناتو)، ومؤتمر نزع السلاح، والأمم المتحدة وسائر المنظمات الدولية القائمة في جنيف. وتولّى السفير أُزومجو رئاسة مؤتمر نزع السلاح لفترة أربعة أسابيع في آذار/مارس 2008، وشارك في اجتماعات ومؤتمرات شتّى متصلة بنزع السلاح عُقدت في جنيف وبروكسل وأماكن أخرى. وهو يتمتّع بفهم دقيق وبخبرة فنية واسعة في الشؤون السياسية-العسكرية والمسائل المتصلة بنزع السلاح والانتشار.

وفي السابق، تولّى السفير أُزومجو مهام نائب وكيل وزارة الخارجية للشؤون السياسية الثنائية. وفي الفترة الممتدة من حزيران/يونيه 2002 إلى آب/أغسطس 2004، اضطلع بمهام الممثل الدائم لتركيا لدى مجلس حلف الناتو في بروكسل. وتبوّأ منصب سفير تركيا لدى إسرائيل في الفترة الممتدة من عام 1999 إلى عام 2002. وفي الفترة الممتدة من عام 1996 إلى عام 1999، تولّى رئاسة إدارة شؤون العاملين في وزارة الشؤون الخارجية في أنقرا. وقبل ذلك، خدم في مناصب متعدّدة في وزارة الشؤون الخارجية وكذلك في الوفد التركي لدى حلف الناتو (من عام 1986 إلى عام 1989) وفي سفارة تركيا في فيينا (من عام 1979 إلى عام 1982) وكقنصل في حلب، سوريا (من عام 1982 إلى عام 1984).

وبالإضافة إلى خدمته الدبلوماسية، خدم السفير أُزومجو بصفة دولية كموظّف في مديرية الشؤون السياسية التابعة لحلف الناتو في الفترة الممتدة من عام 1989 إلى عام 1994، حيث ساهم في العمل على تحقيق مبادرة حلف الناتو المسمّاة الشراكة من أجل السلام التي أُطلِقت في أعقاب الحرب الباردة مباشرة، وقام في هذا الصدد بزيارات عديدة إلى بلدان أوروبا الشرقية واتحاد الجمهوريات الاشتراكية السوفياتية سابقًا.

## وصلات خارجية
http://www.opcw.org/ar/about-opcw/technical-secretariat/director-general/